# Dimbi Tubilandu
Dimbi Tubilandu (Zaire, 1948. március 15. – 2021. június 17.) zairei válogatott kongói labdarúgó, kapus.

## Pályafutása
1974-ben az ország egyik legnépszerűbb klubjának, az AS Vita Club csapatának kapusa volt a mindössze 165 cm magas játékos. Tagja volt az 1974-es afrikai nemzetek kupája győztes válogatottnak, valamint a még ebben az évben megrendezett labdarúgó vb-n az NSZK-ban is pályára léphetett.
A Jugoszlávia elleni mérkőzés 21. percben lépett a pályára 3-0-s hátránynál, Mwamba Kazadi helyére, de ő még hatot kapott, így 9-0-ra kikapott csapata Gelsenkirchenben. Ezzel negatív világbajnoki rekordot állított fel: a cserekapusok között ő kapta a legtöbb gólt egy meccsen, de ő volt az első, aki cserekapusként pályára léphetett.

## Sikerei, díjai
- 1-szeres Afrikai nemzetek kupája győztes: 1974